# VOEZ
VOEZ은 타이완에서 독립적인 게임을 개발하고 있는 Rayark Games에서 개발한 리듬게임이다. 2016년 5월 iOS 기기용으로 첫 출시되었으며
안드로이드 버전은 2016년 6월 한 주 늦게 출시되었다. 2017년 2월, 이 게임은 일본의 게임 출판사 Flyhigh Works에 의해 닌텐도 스위치용으로 출시될 것이라 발표되었으며, 2017년 3월 전 세계에 출시되었다.